# عجز في الميزانية

صورة توضح التغيير في الميزانية على مدى سنين

عجز في الميزانية هو الرصيد السالب للميزانية العامة للدولة، والناتج عن كون النفقات تفوق الإيرادات. وتضطر الحكومة في هذه الحالة إلى تمويل هذا العجز من خلال الاقتراض، مما يؤدي إلى تزايد الدين العام. وفي الحالة الأخرى، أي حينما تزيد الإيرادات على النفقات، يُقال إن الميزانية تعرف فائضا. وتقوم الحكومة إما بترحيل هذا الفائض إلى ميزانية السنة القادمة على شكل إنفاق إضافي، أو تحوله إلى ادخار وتوظفه في أسواق المال أو في إنشاء صندوق سيادي. لا يمكن الخلط بين عجز الميزانية والمديونية العمومية، حيث أن العجز عبارة عن تدفق من حصيلة ميزانية سنة مالية واحدة، أما الدين العام عبارة عن مخزون متراكم لعدة سنوات من العجز. يتميز العجز العام عن العجز في الميزانية بأنه أعم وأشمل لأنه يضم عجر الميزانية بالإضافة إلى عجز في المجالس المحلية والجهوية وعجز صناديق التقاعد والضمان الاجتماعي. 
تقع ميزانية الدولة تحت عجز من جراء تقصير الإيرادات العامة عن تغطية النفقات العامة. ولا تستقيم إلا متى تساوي المجموع العام للإيرادات مع القيمة الإجمالية للنفقات المرصودة في بنودها. وتسعى الدول جاهدة للتغلب على العجز في موازناتها بعدة طرق هي: تغطية العجز من الاحتياطي العام للدولة، أو عن طريق فرض الرسوم والضرائب، أو الاقتراض. للميزانية عجزان حقيقي ومتوقع فالثاني يخص مشروع الميزانية التي تتقدم به الحكومة إلى البرلمان، وأما الأول فهو نتائج تنفيذ الميزانية بعد نهاية السنة المالية. 
يعتبر زيادة الإنفاق الحكومي ومحدودية الموارد من أسباب العجز في ميزانيات الدول، وهذين السببين يؤديان إلى ضعف النمو الاقتصادي وتقلص مداخيل الدولة. كما يؤدي ارتفاع الضرائب غير المباشرة خاصة إلى ارتفاع الأسعار، والذي ينتج عنه المطالبة برفع الأجر. أما ارتفاع الاقتطاعات على العائدات للعائلات يؤثر على القدرة الشرائية، ومن ثم على ادخارهم. يمكن إصلاح عجز الموازنة بالجوء إلى برامج الإصلاح والتنمية الذاتية ويكون الهدف من هذه البرامج ترشيد النفقات العامة وزيادة الإيرادات الضرورية بفرض الضرائب على جميع المجالات القابلة لذلك. كما يمكن ترشيد النفقات العامة للحد من الإسراف في كافة المجالات لتحقيق النمو المنشود. ويمكن للدول اللجوءإلى القروض: أما الداخلية التي تكون عبارة عن إصدار سندات الخزينة لتمويل العجز في الميزانية العامة، غير أن هذه السياسة قد تترتب عنها بعض الآثار السلبية كزيادة حجم الدين العام الداخلي عندما تكون أسعار الفائدة مرتفعة.
```
أما الخارجية فتهدف إلى التأثير على ميزان المدفوعات بتعزيز رصيد احتياطي العملة الأجنبية المتحصل عليها من القروض، أو المحافظة على أسعار صرف العملة المحلية في حدود المعقول التي لا تؤدي إلى حدوث خلل في الميزانية العامة، نتيجة ارتفاع قيمة الدين العام الناتج عن انخفاض قيمة العملة المحلية. لكن من الملاحظ أن مثل هذا الإجراء لسياسة التمويل الخارجي. تنتهجه 
الدول الصناعية
 ولا يمكن في كثير من الأحيان أن يستخدم بنجاح في 
الدول النامية
، لأن العبء الذي تتحمله هذه الدول في سداد تلك 
القروض
 على المدى البعيد، سيفوق حجم العائدات من هذه القروض.
```